# Yushania pantlingii
Yushania pantlingii är en gräsart som först beskrevs av James Sykes Gamble, och fick sitt nu gällande namn av Radha Binod Majumdar. Yushania pantlingii ingår i släktet yushanior, och familjen gräs. Inga underarter finns listade i Catalogue of Life.